# 風花舞
風花 舞（かざはな まい、1971年6月6日 - ）は東京都出身の女優。元宝塚歌劇団月組トップ娘役。愛称はゆうこ。

## 略歴

### 宝塚歌劇団入団前
東京青山の松山バレエ学校に、青南小学校の3年～中学2年まで在籍。松山バレエ団公演「ドン・キホーテ」「コッペリア」「くるみ割り人形」に出演。
1984年：第41回東京新聞全国舞踊コンクールバレエ第二部で入賞。

### 宝塚歌劇団時代
1990年：76期生として宝塚歌劇団に入団。
入団時の成績は40人中2番。花組公演『ベルサイユのばら〜フェルゼン編〜』で初舞台。初舞台にしてソロのダンスシーンを与えられる。
1991年1月14日：月組に配属。
1992年：OG大浦みずきを筆頭とするニューヨーク公演（NYジョイスシアター公演）に参加。オーディションでリンダ・ヘーバーマンの目にとまる。研究科3年で主演・大浦みずきとデュエットほか、主要キャストに抜擢され、宝塚におけるダンサーとしての地位を確立。
1994年：「たけくらべ」（主演・姿月あさと）、「WANTED」（主演・久世星佳）とバウホール公演のヒロインを務め、麻乃佳世に続く娘役2番手スターのポジションを確立。また同年、ロンドン公演に主要キャストで参加。
1996年：ブロードウェイミュージカル「CAN-CAN」でトップ娘役に就任。トップスター久世星佳の相手役となる。「CAN-CAN」では卓越したダンスを披露、大喝采を浴びる。
1998年：バウホールでダンスリサイタル「LAST STEPS －月明かりのワルキューレ－」を娘役単独主演。
1999年2月7日：東京宝塚劇場公演「黒い瞳／ル・ボレロ・ルージュ」で退団。

### 宝塚歌劇団退団後
2003年6月23日：自身の公式ブログで、左膝半月板切除手術、左膝前十字靭帯断裂 の再建手術を受けたのを機に、ダンスを含め芸能活動をする事を明らかにした。
2008年：講師に元宝塚歌劇団出身者が多く在籍する目白椿の坂スタジオで、ゲストインストラクターとして、ジャズダンス・バレエ・シアターダンスの2月、3月と5月に特別ワークショップを開催。
2012年〜：バレエ、ジャズ、ダンスplusの講師を本格的にスタートする。
現在、女優としての活動のほか、KMD studio主宰・講師、ステージダンスplus elmu、Chacott渋谷スタジオ講師を兼任。

## 宝塚歌劇団時代の主な舞台出演
- 1990年
  - 「ベルサイユのばら－フェルゼン編－」（初舞台）
  - 「黄昏色のハーフムーン」 /「パラダイス・トロピカーナ」
- 1991年
  - 「ベルサイユのばら－オスカル編－」－新人公演：ディアンヌ（本役：麻乃佳世）
  - 「銀の狼」－新人公演：ミレイユ・デュロック（本役：麻乃佳世）【新人公演ヒロイン】/ 「ブレイク・ザ・ボーダー！」
  - 「たとえばそれは瞳の中の嵐のように」－ケイ
- 1992年
  - 「珈琲カルナバル」－新人公演：パトリシア（本役：羽根知里）/「夢・フラグランス」
  - 「ボンジュール・シャックスパー」－シャーロット【バウホール公演初ヒロイン】
  - 「BLUFF－復讐のシナリオ－」（東京特別公演）
  - 「PUCK」－草の露、新人公演：ハーミア（本役：麻乃佳世）【新人公演ヒロイン】/「メモリーズ・オブ・ユー」
  - 「TAKARAZUKA 夢」（ニューヨーク公演）
- 1993年
  - 「マンハッタン物語」－アニー・ペリー【バウホール公演ヒロイン】
  - 「グランドホテル」－新人公演：フリーダ・フラムシェン（本役：麻乃佳世）【新人公演ヒロイン】/ 「BROADWAY BOYS」
  - 「花扇抄」/「扉のこちら」/「ミリオン・ドリームズ」
- 1994年
  - 「風と共に去りぬ」－メイベル・メリーウェザー、新人公演：メラニー・ウィルクス（本役：舞希彩）
  - 「たけくらべ」－美登利【バウホール公演ヒロイン】
  - 「花扇抄」/「扉のこちら」/「ミリオン・ドリームズ」（ロンドン公演）
  - 「WANTED」－ティナ【バウホール公演ヒロイン】
  - 「エールの残照」－シャルミラ王女 /「TAKARAZUKA・オーレ!」（東京公演のみ）
- 1995年
  - 「ローンウルフ」－ヴィヴィアーナ・モランテ
  - 「Beautiful Tomorrow!」
  - 「エールの残照」－キャサリン /「TAKARAZUKA・オーレ!」（地方公演）
  - 「ハードボイルド・エッグ」－シンディ /「EXOTICA！」【エトワール】
  - 「ミー・アンド・マイガール」－ ソフィア・ブライトン【エトワール】
- 1996年
  - 「ミー・アンド・マイガール」－サリー・スミス（中日劇場）
  - 「CAN-CAN」－ラ・モム・ピスタッシュ /「マンハッタン不夜城－王様の休日－」【トップお披露目公演】
  - 「銀ちゃんの恋」－水原小夏【バウホール公演ヒロイン】
  - 「チェーザレ・ボルジア」－ルクレツィア・ボルジア /「プレスティージュ」
- 1997年
  - 「バロンの末裔」－キャサリン・シェフィールド/ 「グランド・ベル・フォリー」
  - 「EL DORADO」－レーニャ
  - 「チェーザレ・ボルジア」－ルクレツィア・ボルジア/ 「プレスティージュ」（地方公演）
  - 「Alas〜魂を翼に乗せて〜」タンチャ
- 1998年
  - 「WEST SIDE STORY」－マリア
  - 「永遠物語」－吉岡良子【バウホール公演ヒロイン】
  - 「LAST STEPS －月明かりのワルキューレ－」【バウホール公演主演】
  - 「黒い瞳」－マーシャ/ 「ル・ボレロ・ルージュ」【サヨナラ公演】

## 宝塚歌劇団退団後の主な出演

### 舞台
- 1999年
  - 「ラ・カージュ・オ・フォール」 - アンヌ
  - 「リトル・ショップ・オブ・ホラーズ」 - オードリー
- 2000年
  - 「big 〜夢は、かなう。〜」 - スーザン
- 2001年
  - 「夫のかわりはおりません」 - たまこ
  - 「くるみ割り人形」 - マリー姫
- 2002年
  - 「荒波次郎」 - まりこ
  - 「てるてる坊主の照子さん」 - 春子
- 2003年
  - 「天使は瞳を閉じて」 - ケイ
- 2004年
  - 「人情喜劇…泣きむし万吉〜渡世人、やめます」 - おせき
  - 「喝采」 - 門倉杏子
  - 「CLUB SEVEN」
- 2005年
  - 「Shuffle」 - ハート
  - 「風を結んで」 - 橘静江
  - 「RED SHOES, BLACK STOCKINGS 〜彼と彼女の踊る理由〜」
- 2006年
  - 「だめんず・うぉ〜か〜」
  - 「Mr.PINSTRIPE」
- 2007年
  - 「CLUB SEVEN」 SP
  - 「DANCIN' CRAZY」
  - 「CLUB SEVEN セレクション・ライブ」
  - 「OCTOBER」
- 2008年
  - 「オープン・The・Show」 - 嵐山麗子
  - 「夏の夜のロミオとジュリエット」 - アフロディーテ
  - ブロードウェイミュージカルショー「SHOWTUNE」
- 2009年
  - 「回転木馬」 - マリン夫人
  - 「SpellingBee」 - マーシー・パーク
- 2010年
  - 東京アンテナコンテナ5周年記念公演舞台「上海 J'TRIANGLE」
- 2011年
  - TAKARAZUKA WAY TO 100th ANNIVERSARY 『DREAM TRAIL - 宝塚伝説 -』
  - TAKARAZUKA WAY TO 100th ANNIVERSARY Vol.2 宝塚OGレビューツアー『DREAM FOREVER』
- 2012年
  - TAKARAZUKA WAY TO 100th ANNIVERSARY Vol.3 『DANCIN' CRAZY2』
  - 「男の花道」 - 土生環
- 2013年
  - TABLOID REVUE『密会』
  - TAKARAZUKA WAY TO 100th ANNIVERSARY Vol.5 『DREAM LADIES』
  - 第28回国民文化祭・やまなし2013 総合フェスティバル開会式
- 2014年
  - SHOW-ism VII 『ピトレスク』 - リュシエンヌ
  - セレブレーション100! 宝塚
- 2015年
  - プライヴェート・リハーサル - リュシエンヌ

- 2016年
  - Tango y Tango　Buenos Aires Tokyo vol.1　タンゴそしてタンゴ
  - BOLERO～モザイクの夢～
- 2017年
  - ダンスカンタービレ
- 2018年
  - bpm本公演『QUICK DRAW』
  - ドリアン・グレイの肖像
  - ダンスカンタービレ2018
- 2019年
  - 風花舞トーク&ライブ
  - 天才劇団バカバッカ『DAWN DAWGS ～朝焼けの旅路～』
- 2025年
  - 『未来へのOne Step!～世界を結ぶ愛の歌声～』[6]

### CM
- フィアット プント（2000年）
- 日本テレコム 市外電話サービス「八百屋 編」（2001年）
- 興和 ザ・ガードコーワ整腸錠α3+「大腸検索 妻」篇（2020年）

### テレビドラマ
- 喪服のランデヴー（NHK、2000年8月） - 日奈子役
- ムコ殿（フジテレビ、2001年4月） - 平本恵美役
- 死者からの手紙（NHK、2001年8月） - 佐伯陽子役
- 恋愛偏差値〜第一章 燃えつきるまで〜（フジテレビ、2002年7月） - 久賀聡子役
- 恋するオシャレデブ（フジテレビ、2005年4月8日）
- 阪神淡路大震災10年 特別企画『悲しみを勇気にかえて』（毎日放送、2005年1月14日）
- 金曜エンタテイメント『労働基準監督官 和倉真幸 働く人の味方です！』（フジテレビ、2005年7月15日）
- 火曜ドラマゴールド『監察医・室生亜季子スペシャル 最後の解剖』（日本テレビ、2007年3月27日）
- すみれの花咲く頃（NHK、2007年4月1日）
- ブランド刑事 予備鑑定捜査員 桐原真実（テレビ東京、2007年6月6日）
- マイフェアボーイ（TBS、2007年6月 - 7月） - 第6・7・10・11・14・15・16・18話
- 乙女のパンチ 第2話 - 第6話（NHK、2008年6月19日 - 7月24日） - 松下麗子役
- Wの悲劇（TBS、2010年1月11日）
- 土曜ワイド劇場『100の資格を持つ女〜ふたりのバツイチ殺人捜査〜3 風薫る水郷・老舗の醤油蔵に呪いの連続殺人!!』（朝日放送、2010年3月20日） - 高野百合子役

### バラエティ番組
- 世界ウルルン滞在記（ハンガリー）（毎日放送、2000年10月22日）
- 踊る!さんま御殿!!（日本テレビ、2004年4月6日）
- バラエティー生活笑百科（NHK、2004年11月27日）
- ダウンタウンDX（読売テレビ、2005年12月15日）
- クイズ!ヘキサゴン 今夜はクイズパレード（フジテレビ、2006年6月21日）
- サルヂエ（2006年5月、日本テレビ・中京テレビ） - ゲスト
- 最終警告!たけしの本当は怖い家庭の医学（朝日放送、2007年7月17日） - ゲスト
- わんにゃん茶館（NHK-BS2、2009年6月18日）
- クイズ!ヘキサゴンII（フジテレビ、2009年11月25日）
- 1億人の大質問!?笑ってコラえて!（日本テレビ、2010年12月29日） - 名倉加代子紹介のコーナーにインタビュー出演
- つなげよう明日へ～旅して応援!鉄道でめぐる西日本～（BS朝日、2019年3月3日）
- スカイステージ・トークリクエストDX ＃75「風花舞・星風まどか」（TAKARAZUKA SKY STAGE、2019年9月）

### その他
- きよしとこの夜（NHK、2007年2月27日） - 松坂慶子「愛の水中花」ダンサー（風花舞・蘭香レア）
- 第58回NHK紅白歌合戦（NHK、2007年12月31日） - 布施明「君は薔薇より美しい」ダンサー（伊央里直加・貴城けい・初風緑・風花舞・星奈優里・蘭香レア）
- 第40回 思い出のメロディー（NHK、2008年8月30日） - 松坂慶子「愛の水中花」ダンサー（風花舞・星奈優里・初風緑・楓沙樹/マリアートダンサーズ 秋山千夏・清水敦子）
- T.M.R.15th × Sanrio Puroland 20th Collaboration Event「Thousands Morning Refrain 〜僕らの夜明け〜」 - 夜の女王役
- SDGs“霧の町の挑戦”〜プラスチックごみゼロ目指して〜(BS朝日、2021年2月14日) - ナレーション

### ラジオ
- FMシアター『スチームパンクラシオン』（NHK-FM、2001年2月24日） - ライ・アーシュレイ役
- ふれあいラジオパーティ（NHKラジオ第1、2002年4月23日）
- GINZA 4 STUDIO STAR SPECIAL（TS ONE、2019年5月23日）

### 映画
- つんくタウンFILMS9丁目作品「ナマタマゴ」（2001年） - 加奈役
- YOSHIMOTO DIRECTOR'S 100 〜100人が映画撮りました〜
  - 「飛龍炎昇」（ムーディ勝山監督、2007年）
  - 「ディンドン・パーリィ」（まちゃまちゃ監督、2008年）

### Web
- 森新吾×風花舞ダンスカンタービレ2018開幕直前インタビュー（2018年、DANCE CUBE WEB MAGAZINE）
- 青森・石巻・函館・ウラジオストククルーズ乗船記vol.1 - vol.4　風花舞ダイヤモンド・プリンセスの旅（2019年、JTBトラベル&ライフ・ウェブマガジン）
- DAWN DAWGS～朝焼けの旅路～インタビュー（2019年、おすすめエンタメ情報エンタミーゴ!）

## 写真集
- 風花舞 写真集『Diana』（1999年1月1日）

## CD
- WANTED(実況CD)
- CAN-CAN(実況CD)
- マンハッタン不夜城-王様の休日-（実況CD）
- 銀ちゃんの恋(実況CD)
- プレスティージュ(実況CD)
- バロンの末裔/グランド・ベル・フォリー（1997年3月21日）「愛の天使」
- グランド・ベル・フォリー(実況CD)
- 吉崎憲治作品集　Love&Dream Takarazuka〜今日強く君を愛す〜「れんげ草」歌：久世星佳・風花舞